# Гулькевич, Юрий Валентинович
Юрий Валентинович Гульке́вич (1905―1974) ― советский патологоанатом, Заслуженный деятель науки Белорусской ССР, член-корреспондент АМН СССР, доктор медицинских наук, профессор.

## Биография
Родился 25 января (7 февраля) 1905 года на станция Стрельна в Санкт-Петербургской губернии.
В 1922 году окончил 14-ю Советскую школу 2-й степени в Иркутске. Работал штамповщиком, забойщиком в Черемхове, грузчиком; затем в строительных артелях Иркутска.
С 1925 года учился на медицинском факультете Иркутского университета, который окончил в 1930 году и начал работать врачом скорой помощи и патологоанатомом в городе Кузнецке; был заведующим амбулатории (1931—19320 и лечебного объединения (1932—1933). В 1933 году окончил четырёхмесячные курсы специализации по патологической анатомии в Новосибирском институте усовершенствования врачей и работал прозектором в городской больнице (1933—1934).
В 1934—1940 годах работал ассистентом кафедры патологоанатомии Новосибирского медицинского института, с 1941 года, после защиты кандидатской диссертации «К вопросу о местных и отдалённых морфологических изменениях в организме при охлаждении (опыты с витальной окраской)» — доцент.
С началом Великой Отечественной войны мобилизован в Красную Армию, где служил патологоанатом 3-й Ударной армии (с 1942) и в 1945―1950 годах — главным патологоанатом 1-й Белорусского фронта и Группы советских войск в Германии. В 1949 году защитил докторскую диссертацию «Вопросы общей патологической анатомии раннего периода боевых огнестрельных ранений (патологическая анатомия кровопотери, шока, эмболических процессов и общего охлаждения)».
В послевоенные годы, с 1950 по 1955 год, был профессором и заведующим кафедрой патологоанатомии в Таджикском медицинском институте; с 1955 по 1974 год — в Минском медицинском институте.
С 1968 года — Заслуженный деятель науки Белорусской ССР, с 1969 года — член-корреспондент АМН СССР.
В 1945 году привлекался к участию в составе патологической комиссии во вскрытии и идентификации личностей А. Гитлера, Е. Браун, И. Геббельса и его семьи, других нацистских военных преступников, которые производились в прозектуре г. Буха.
Умер 1 апреля 1974 года в Минске. Похоронен на кладбище «Северное».

## Вклад в науку
Автор более 180 научных работ. Среди которых 5 монографий, посвященных различным проблемам патологоанатомии — огнестрельной травме (смертельная кровопотеря, эмболии), перинатальной патологии и тератологии, истории развития патологоанатомии в СССР.
Описал ранние патологоанатомические изменения и причины смерти раненых на поле боя и на передовых этапах медицинской эвакуации. В 1967 году стал инициатором создания в Минске лаборатории тератологии и медгенетики.
Преподавал в медицинских вузах, ему было присвоено звание профессора. Его ученики защитили 40 диссертаций, из них 11 докторских. Был председателем Учёного медицинского совета Министерства здравоохранения Белорусской ССР, председателем правления Белорусского общества патологоанатомов, членом правления Всесоюзного общества патологоанатомов, Белорусского общества генетиков и селекционеров, членом Всесоюзной проблемной комиссии по медицинской генетике, редакционного совета журнала «Архив патологии».
Организовал и возглавил проблемную лабораторию тератологии и медицинской генетики, преобразованную в филиал Института медицинской генетики АМН СССР (Институт генетики и цитологии АН РБ).
Был редактором редакционного отдела «Патологическая анатомия» в 3-м издании Большой медицинской энциклопедии.

## Награды и звания
- Орден Отечественной войны II-й степени (1945)
- Орден Красной Звезды (1945)
- 6 медалей (1945)
- Заслуженный деятель науки Белорусской ССР
- Член-корреспондент АМН СССР
- Доктор медицинских наук
- Профессор
- Подполковник медицинской службы